# Diaea subdola
Diaea subdola là một loài nhện trong họ Thomisidae.
Loài này thuộc chi Diaea. Diaea subdola được Octavius Pickard-Cambridge miêu tả năm 1885.

## Hình ảnh

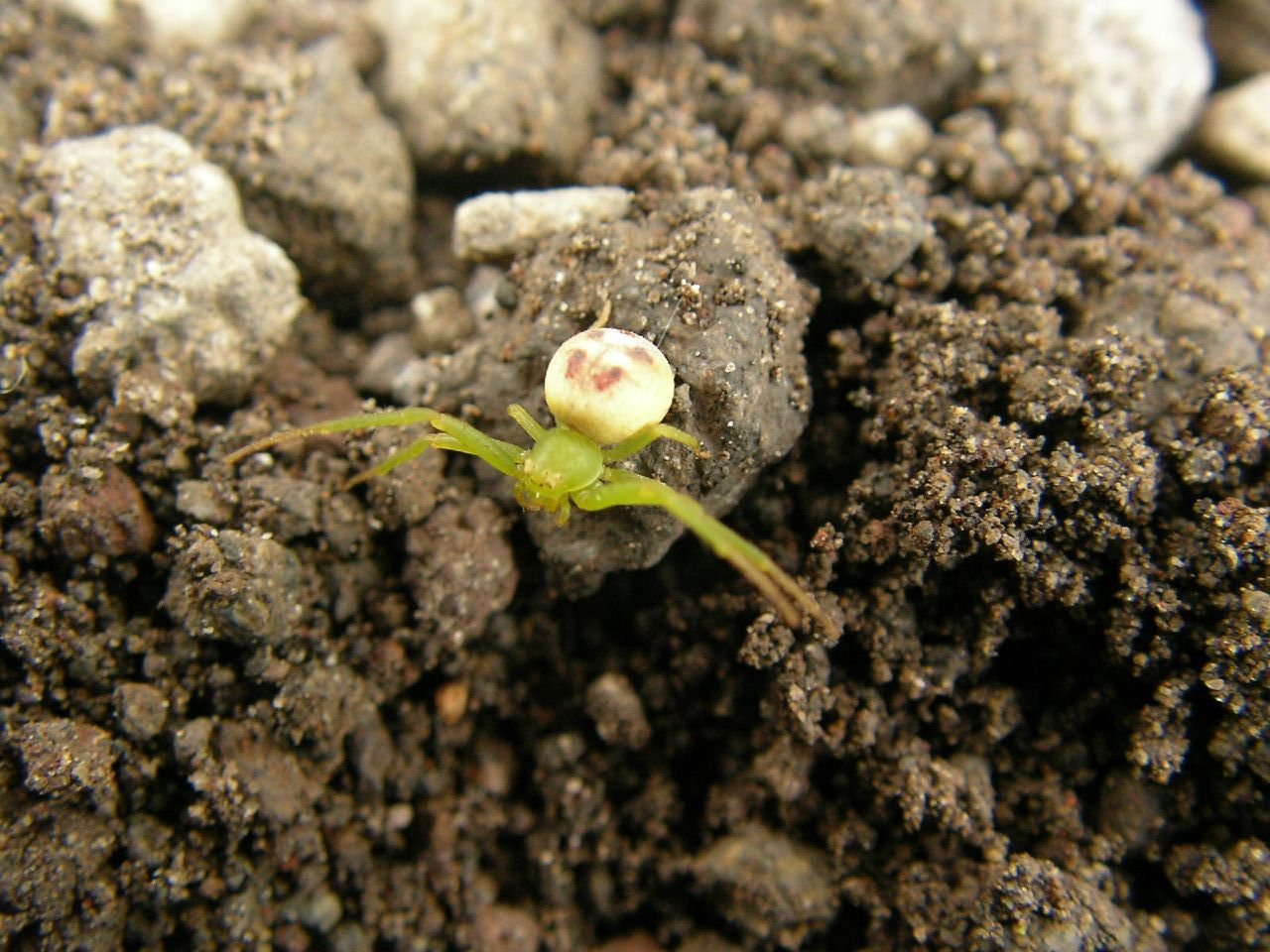
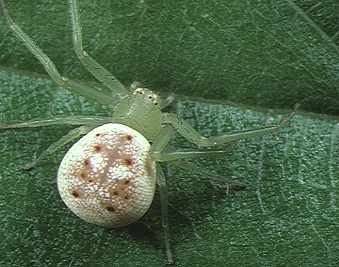
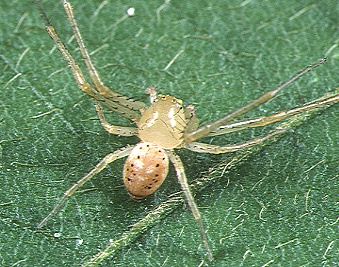